# Windsor (Nouvelle-Écosse)
Pour les articles homonymes, voir Windsor.
Windsor est une ville canadienne située dans le Comté de Hants en Nouvelle-Écosse.

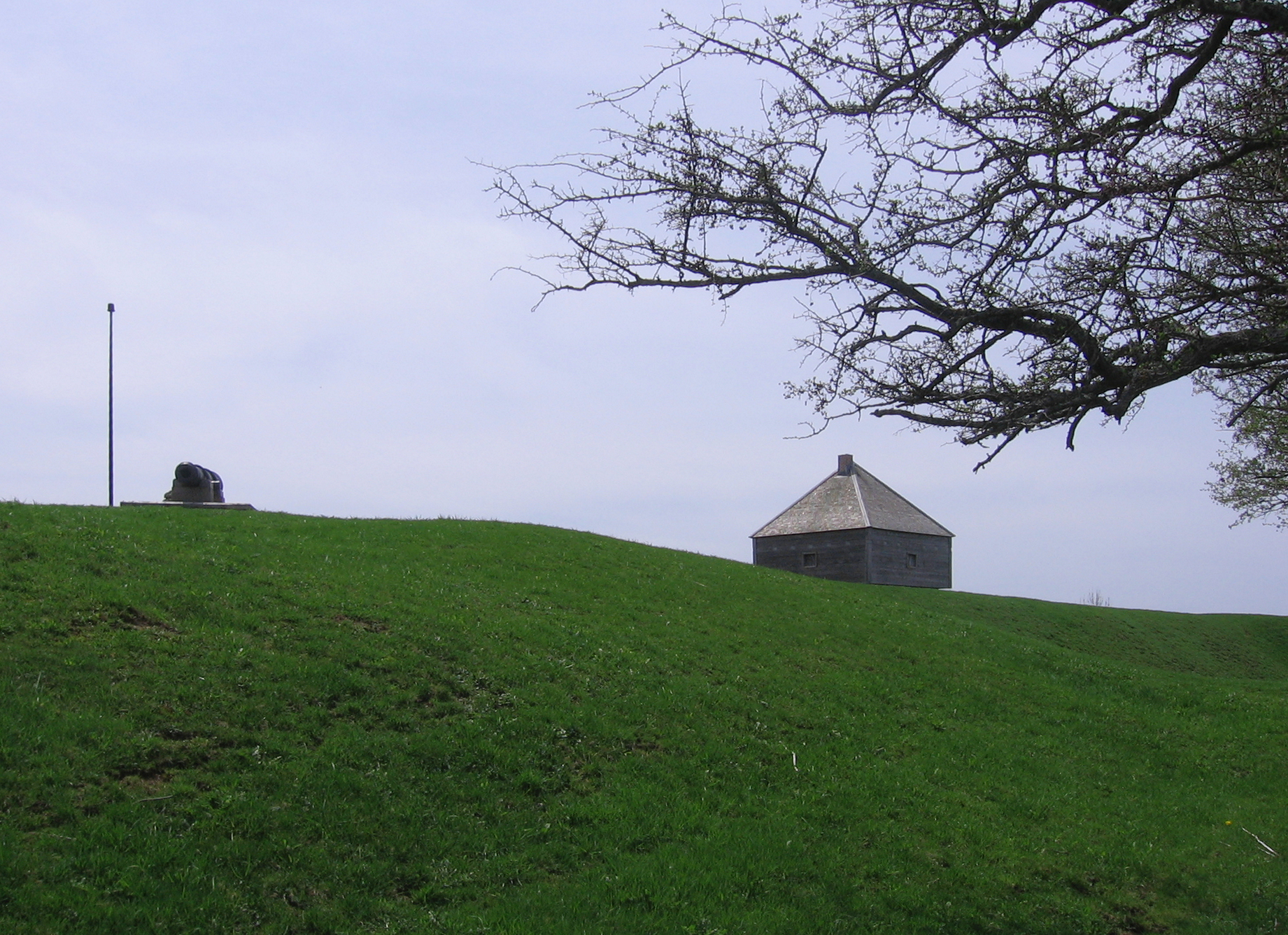
Fort Edward - le plus ancien Fortin militaire en Amérique du Nord (construit durant la Guerre anglo-micmac)

## Histoire
La région s'étendant approximativement sur le territoire actuel de Windsor était autrefois appelé Pesaquid, un mot micmac signifiant « Jonction des eaux ».
Les premiers Européens furent des Acadiens, qui s'installèrent aux alentours de 1685, suivis en 1749 par les Britanniques, qui construisirent le Fort Edwards l'année suivante.
La ville de Windsor fut fondée en 1764.
L'Université de King's College fut fondée en 1788 et déménagea à Halifax en 1922 à la suite d'un incendie, qui ravagea l'établissement le 3 février 1920.

## Démographie
| 2001  | 2006  | 2011  | 2016  |
| ----- | ----- | ----- | ----- |
| 3 778 | 3 709 | 3 785 | 3 648 |

## Personnalités
- Robert Christie (1787-1856), homme politique;
- John Frederic Herbin (Windsor, 1860 - Wolfville, 1923), bijoutier, auteur, optométriste, homme politique et historien.

## Jumelage
- Cooperstown (États-Unis) depuis 1996, la ville d'origine de baseball

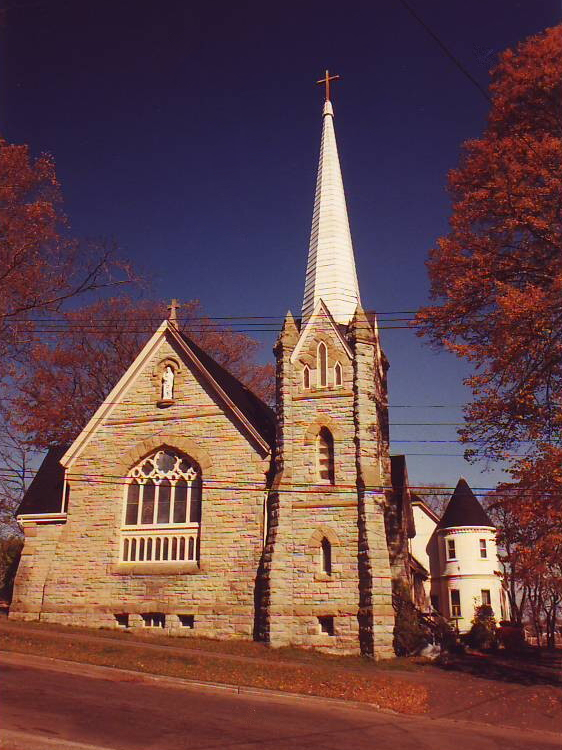
Église catholique romaine St John
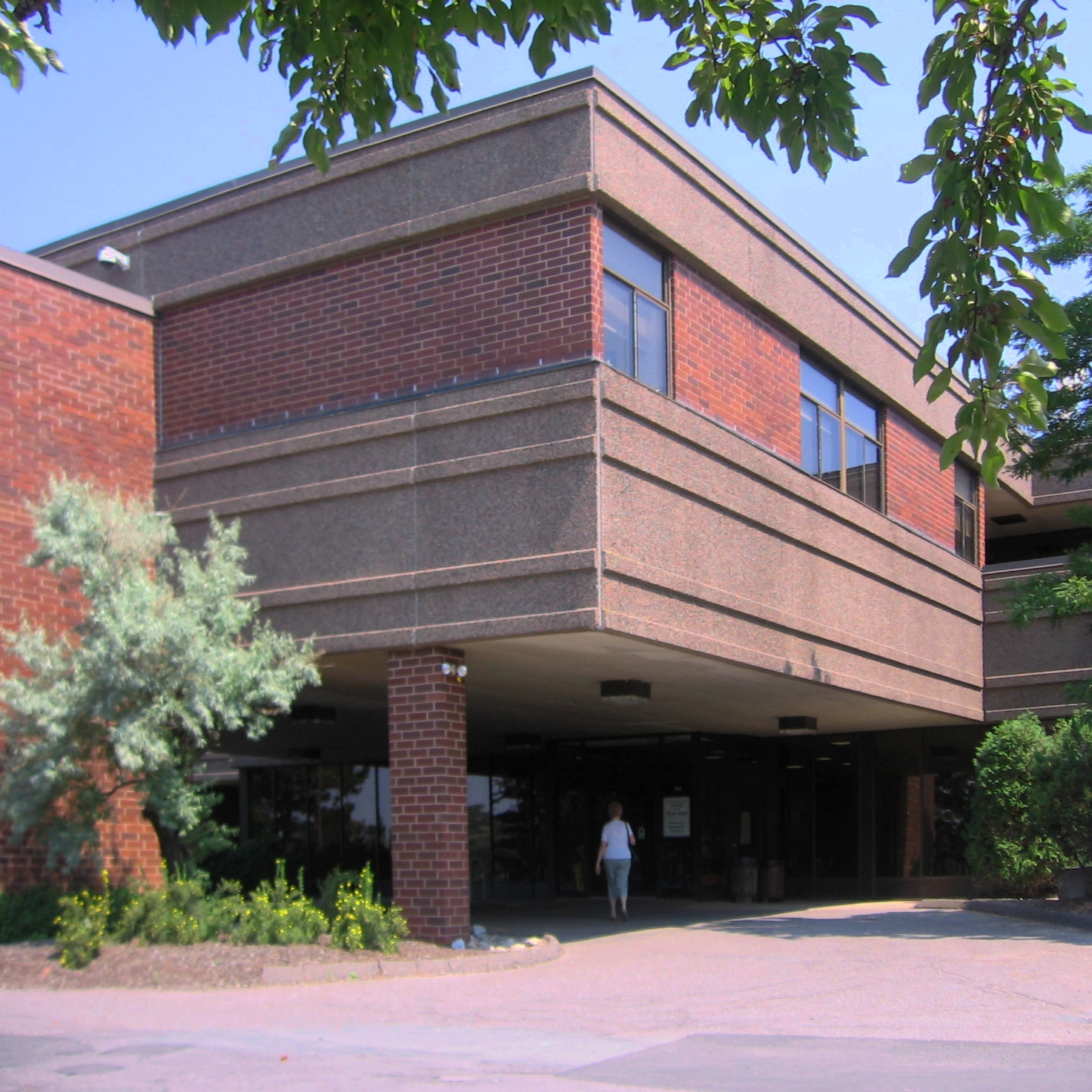
Hôpital communautaire Hants